# Julien Célestine
Julien Célestine, né le 24 juillet 1997 à Paris, est un footballeur français, qui joue au poste de défenseur central à l'Arka Gdynia.

## Biographie

### Carrière de footballeur

#### Formation puis départ en Belgique (2011-2020)
Julien Célestine débute le football à l'ES Rachais, un club de la ville de Meylan. Il rejoint ensuite le Grenoble Foot 38 puis le FC Échirolles. En moins de 16 ans, il intègre le centre de formation du SC Bastia. Après deux saisons en Corse, il rejoint l'AS Béziers. Après la promotion du club héraultais en National, Célestine rejoint le Toulouse FC. En 2016, il rejoint la Belgique et le Sporting Charleroi.
Il ne dispute aucun match avec les Zèbres, se contentant de quelques apparitions sur le banc lors de la saison 2017-2018. 
Arrivé en fin de contrat, il rejoint le RWD Molenbeek en troisième division belge, et dispute vingt matchs avec le club bruxellois. 
En 2019, il s'engage en faveur de l'URSL Visé, toujours en troisième division belge. 

#### Départ en Lettonie (2020-2021)
Après six mois au club, il rejoint en janvier 2020 le club letton du Valmiera FC. Le 27 août 2020, il dispute son premier match européen, en qualifications pour la Ligue Europa face au Lech Poznań (défaite 3-0). Il inscrit son premier but en professionnel le 3 octobre 2020 sur le terrain du FK Ventspils en championnat (match nul 1-1). Le club termine la saison à la troisième place du classement.

#### Retour en France à Rodez (2021-2022)
À l'issue du championnat letton, en janvier 2021, il fait son retour en France en s'engageant avec le Rodez AF, pensionnaire de Ligue 2. Il dispute son premier match sous les couleurs ruthénoises le 5 janvier 2021 lors d'un match nul 1-1 face aux Chamois niortais. Il joue à Rodez pendant une saison et demie, jouant 49 matchs pour 2 buts inscrits.

#### Echec au Mexique et passage éphémère en Hongrie (2022-2023)
Après une demi-saison et une saison complète passée à Rodez, Célestine quitte le RAF pour signer au Mexique, au Club León. Cependant, il vivra une saison difficile puisqu'il ne jouera que 4 matchs avec l'équipe mexicaine. A l'été 2023, il signe dans un premier temps en Hongrie, au club de Diósgyőri VTK.

#### Retour en France, à l'US Concarneau (2023-2024)
Après un été passé en Hongrie, Célestine rompt son contrat avec le Diósgyőri VTK pour retourner en France et rejoindre l'US Concarneau, club promu de Ligue 2. Lors du match US Concarneau-US Quevilly-Rouen, Julien Célestine joue ses premières minutes avec les Thoniers en tant que titulaire et joue l'entièreté du match. Durant cette saison, Célestine devient un titulaire indiscutable de la défense concarnoise, jouant 30 matchs où il jouera l'intégralité des minutes si ce n'est le dernier où il devra sortir sur blessure.

#### Départ à Chypre puis en Pologne (depuis 2024)
Après la descente de l'US Concarneau, Célestine quitte la France pour Chypre et l'Apollon Limassol. Après seulement une demi-saison à Chypre, Célestine rejoint la seconde division polonaise et le club d'Arka Gdynia.

### Famille
Son frère jumeau Enzo est aussi footballeur, et les deux frères ont effectué leur formation ensemble jusqu'en 2015 quand Enzo a rejoint l'AJ Auxerre et Julien le Toulouse FC. Les jumeaux ont joué en senior ensemble sous les couleurs de l'URSL Visé. Enzo Célestine joue actuellement au poste d'avant-centre au FC Sète 34.

## Statistiques
| Saison                | Club                  | Championnat           | Championnat | Championnat | Championnat | Coupe(s) nationale(s) | Coupe(s) nationale(s) | Coupe(s) nationale(s) | Compétition(s) continentale(s) | Compétition(s) continentale(s) | Compétition(s) continentale(s) | Compétition(s) continentale(s) | Total | Total | Total |
| Saison                | Club                  | Division              | M.          | B.          | P.d.        | M.                    | B.                    | P.d.                  | Comp.                          | M.                             | B.                             | P.d.                           | M.    | B.    | P.d.  |
| 2017-2018             | RSC Charleroi         | Jupiler Pro League    | 0           | 0           | 0           | 0                     | 0                     | 0                     | -                              | -                              | -                              | -                              | 0     | 0     | 0     |
| Sous-total            | Sous-total            | Sous-total            | 0           | 0           | 0           | 0                     | 0                     | 0                     | -                              | 0                              | 0                              | 0                              | 0     | 0     | 0     |
| 2018-2019             | RWD Molenbeek         | Division 1 Amateur    | 19          | 0           | 0           | 3                     | 0                     | 0                     | -                              | -                              | -                              | -                              | 22    | 0     | 0     |
| Sous-total            | Sous-total            | Sous-total            | 19          | 0           | 0           | 3                     | 0                     | 0                     | -                              | 0                              | 0                              | 0                              | 22    | 0     | 0     |
| 2019-2020             | URSL Visé             | Division 1 Amateur    | 17          | 1           | 0           | 1                     | 0                     | 0                     | -                              | -                              | -                              | -                              | 18    | 1     | 0     |
| Sous-total            | Sous-total            | Sous-total            | 17          | 1           | 0           | 1                     | 0                     | 0                     | -                              | 0                              | 0                              | 0                              | 18    | 1     | 0     |
| 2020                  | Valmiera FC           | Virslīga              | 25          | 1           | 0           | 2                     | 0                     | 0                     | C3                             | 1                              | 0                              | 0                              | 28    | 1     | 0     |
| Sous-total            | Sous-total            | Sous-total            | 25          | 1           | 0           | 2                     | 0                     | 0                     | -                              | 1                              | 0                              | 0                              | 28    | 1     | 0     |
| 2021                  | Rodez AF              | Ligue 2               | 17          | 0           | 0           | 0                     | 0                     | 0                     | -                              | -                              | -                              | -                              | 17    | 0     | 0     |
| 2021-2022             | Rodez AF              | Ligue 2               | 31          | 2           | 1           | 1                     | 0                     | 0                     | -                              | -                              | -                              | -                              | 32    | 2     | 1     |
| Sous-total            | Sous-total            | Sous-total            | 48          | 2           | 0           | 1                     | 0                     | 0                     | -                              | 0                              | 0                              | 0                              | 49    | 2     | 0     |
| 2022-2023             | Club León             | Tournoi Apertura      | 4           | 0           | 0           | 0                     | 0                     | 0                     | -                              | -                              | -                              | -                              | 4     | 0     | 0     |
| Sous-total            | Sous-total            | Sous-total            | 4           | 0           | 0           | 0                     | 0                     | 0                     | -                              | 0                              | 0                              | 0                              | 4     | 0     | 0     |
| 2023                  | Diósgyőri VTK         | OTP Bank Liga         | 0           | 0           | 0           | -                     | -                     | -                     | -                              | -                              | -                              | -                              | 0     | 0     | 0     |
| Sous-total            | Sous-total            | Sous-total            | 0           | 0           | 0           | 0                     | 0                     | 0                     | -                              | 0                              | 0                              | 0                              | 0     | 0     | 0     |
| 2023-2024             | US Concarneau         | Ligue 2               | 30          | 0           | 0           | 0                     | 0                     | 0                     | -                              | -                              | -                              | -                              | 30    | 0     | 0     |
| Sous-total            | Sous-total            | Sous-total            | 30          | 0           | 0           | 0                     | 0                     | 0                     | -                              | 0                              | 0                              | 0                              | 30    | 0     | 0     |
| 2024-2025             | Apollon Limassol      | Panchypriote Cyta     | 12          | 0           | 0           | 1                     | 0                     | 0                     | -                              | -                              | -                              | -                              | 13    | 0     | 0     |
| Sous-total            | Sous-total            | Sous-total            | 12          | 0           | 0           | 1                     | 0                     | 0                     | -                              | 0                              | 0                              | 0                              | 13    | 0     | 0     |
| 2025                  | Arka Gdynia           | Betclic 1 Liga        | 6           | 1           | 0           | 0                     | 0                     | 0                     | -                              | -                              | -                              | -                              | 6     | 1     | 0     |
| Sous-total            | Sous-total            | Sous-total            | 6           | 1           | 0           | 0                     | 0                     | 0                     | -                              | 0                              | 0                              | 0                              | 6     | 1     | 0     |
| Total sur la carrière | Total sur la carrière | Total sur la carrière | 161         | 5           | 1           | 8                     | 0                     | 0                     | -                              | 1                              | 0                              | 0                              | 170   | 5     | 1     |